# Orde van Vasa

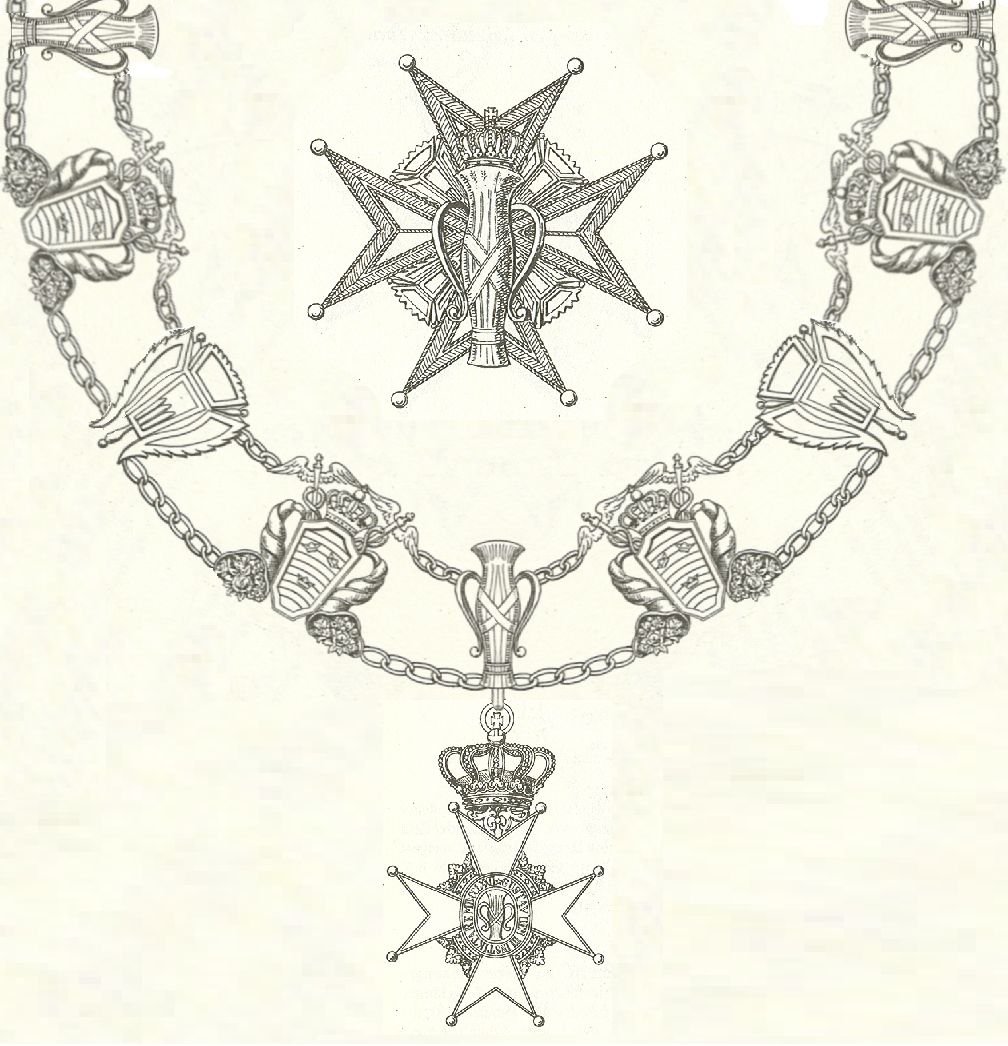
De keten en de ster

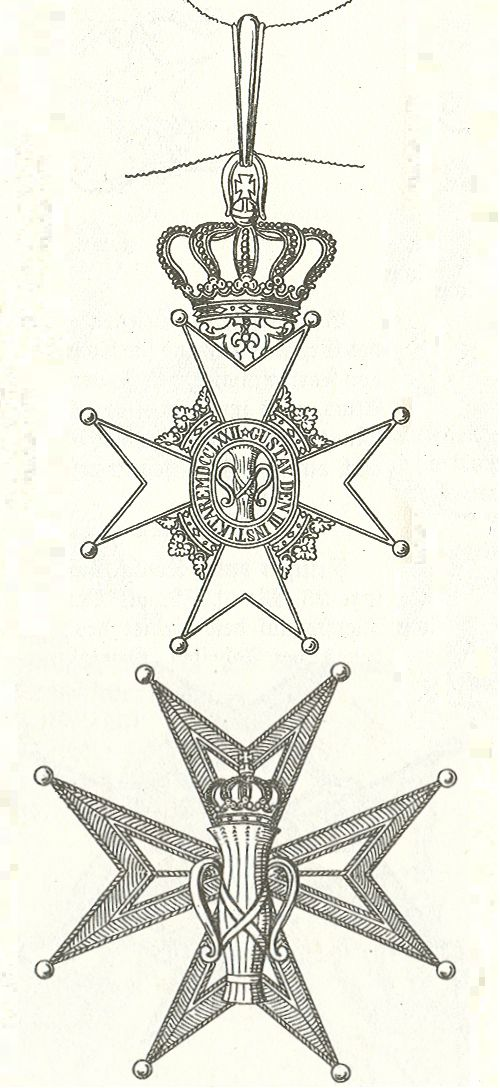
Commandeur der Eerste Klasse

De Zweedse Orde van Vasa (Zweeds: "Kungliga Vasaorden") werd 24 jaar na de Serafijnenorde, de Orde van het Zwaard en de Orde van de Poolster op 23 februari 1772 ingesteld door koning Gustaaf III van Zweden. Hij werd op die dag gekroond.

De orde beloonde vanaf die dag tot aan de hervorming van de Zweedse ridderorden in 1975 verdiensten in de Zweedse economie en in het bestuur. Ook toewijding aan de landbouw, de mijnbouw, de bosbouw, onderwijs, kunst, handel, ambacht, industrie en de democratie werd met deze onderscheiding beloond. Na de hervorming van de orden was de orde binnen Zweden door een medaille vervangen en werd zij niet meer verleend. Officieel was vastgelegd dat de orde "slaapt". Daar is in 2023 verandering in gekomen, toen besloten werd de orde weer breder toe te kennen om maatschappelijke verdiensten te eren. Bij de eersten die de vernieuwde orde ontvingen, behoorden de leden van de muziekgroep ABBA die in mei 2024 allen werden benoemd tot Commandeur der Eerste Klasse in de Orde van Vasa. Zij ontvingen de versierselen ten paleize uit handen van koning Carl XVI Gustav.
Het embleem van de orde is een gekroonde en in de vorm van een vaas gebonden korenschoof. Dit was het heraldische embleem van de koningen uit het huis Vasa. In 1606 was deze korenschoof deel van de keten van de Jehova-orde.
De Zweedse koning is de grootmeester van de orde die bij de stichting alleen ridders kende maar op 26 november 1798 door Gustaaf IV in drie graden en een medaille werd verdeeld.

## De graden van de orde
- De commandeuren-grootkruis. De commandeuren-grootkruis dragen een kleinood aan een keten of een lint over de rechterschouder en een zilveren ster op de linkerborst.
- De commandeurs der Eerste Klasse. Deze commandeurs, men zou ze grootofficieren kunnen noemen, dragen een zilveren ster waarvan de ruimte tussen de armen niet is ingevuld en een kleinood aan een lint om de hals.
- De commandeurs. De commandeurs dragen een kleinood aan een lint om de hals.
- Ridder of lid der Eerste Klasse (Zweeds: "Ledamot")

De ridders en de leden, dames en geestelijken kunnen volgens Zweeds gebruik geen ridder zijn, dragen een gouden kleinood aan een smal lint op de linkerborst.
- Ridder of lid der Tweede Klasse (Zweeds: "Ledamot"). Deze graad bestaat sinds 17 april 1890. Deze ridders en de leden, dames en geestelijken kunnen volgens Zweeds gebruik geen ridder zijn, dragen een zilveren kleinood aan een smal lint op de linkerborst.
- De Vasamedaille. Deze medaille wordt aan het lint van de orde gedragen op de linkerborst.

### De versierselen van de orde
De versierselen konden ook "met briljanten" worden verleend.
- Het kleinood is een achtpuntig gouden of zilveren kruis van Malta met wit geëmailleerde armen. Op de acht punten zijn gouden ballen aangebracht. In de armen van het kruis rusten vier open gouden kronen.Het ovale medaillon is blauwgrijs met een gouden korenschoof en daaromheen is op een donkerrode ring in gouden letters: GUSTAV DEN III INSTIKARE MDCCLXXII. Als verhoging is een gouden ongevoerde beugelkroon aangebracht. Tussen 1772 en 1860 had het kleinood de vorm van een niet gekroond ovaal medaillon. In 1860 werden de vier kruisarmen en de beugelkroon toegevoegd.
- De ster heeft het model van het kleinood maar ze is van zilver. In het midden is een zilveren vijfpuntige ster bevestigd. Bij de commandeur-grootkruis is de ruimte tussen de armen gevuld met viermaal vijf afwisselend korte en lang zilveren stralen. Er zijn sterren met een oppervlak van briljantgeslepen zilveren facetten bekend maar moderne sterren zijn glad gepolijst.
- De keten bestaat uit vier schakels in de vorm van blauw geëmailleerde wapenschilden met de drie gouden Zweedse kronen en daarachter gekruiste "Caduceï" of staven van Mercurius en gouden hoornen des overvloeds, vier wit en rood geëmailleerde gestileerde netelsterren die aan het wapen van Sleeswijk-Holstein zijn ontleend en gouden korenschoven die met een blauw band in de vorm van een vaas zijn gebracht. Deze schoven dragen geen koningskroon. De schakels zijn met gouden kettinkjes verbonden.
- Het lint is heldergroen.

## Foto's van de versierselen

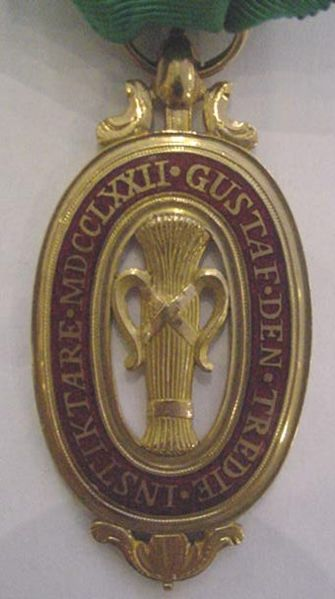
Het oude ovale kleinood
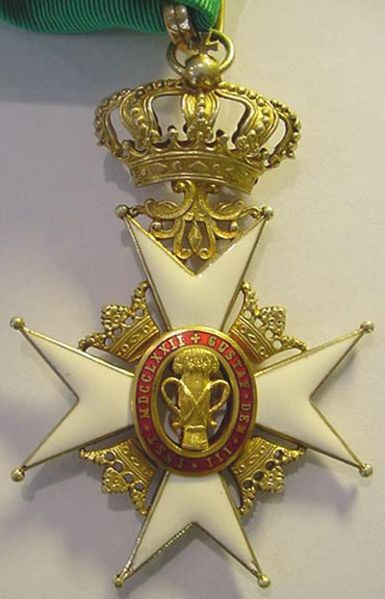
De latere vorm van het kleinood
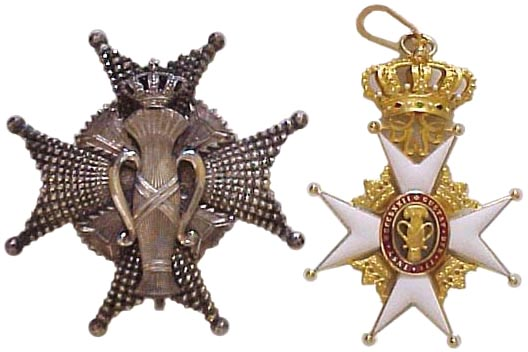
Ster en grootkruis
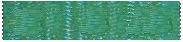
het baton